# Asclepias cinerea
Asclepias cinerea är en oleanderväxtart som beskrevs av Thomas Walter. Asclepias cinerea ingår i släktet sidenörter, och familjen oleanderväxter. Inga underarter finns listade i Catalogue of Life.